# ديفيد لي تشايلد
ديفيد لي تشايلد (بالإنجليزية: David Lee Child)‏ هو محامي وصحفي أمريكي، ولد في 8 يوليو 1794، وتوفي في 18 سبتمبر 1874 في ويلند في الولايات المتحدة.